# Vanessa Carlton
Vanessa Lee Carlton, född 16 augusti 1980 i Milford i Pennsylvania, är en amerikansk singer-songwriter och pianist. Hon fick sitt genombrott 2002 då hon släppte sin debutsingel "A Thousand Miles", som nådde stor framgång på topplistor runt om i världen. 

## Karriär

### 2001–2003:Be Not Nobody
Carlton träffade låtskrivaren och producenten Peter Zizzo, första gången under ett singer-songwriter-möte. Några månader senare, bjöd Zizzo in Carlton till hans studio för att spela in en demo. Tre månader efter inspelningen fick Carlton skivkontrakt av Jimmy Iovine, en av grundarna av skivbolaget Interscope Records och började spela in albumet Rinse. Det släpptes aldrig, men några av låtarna omarbetades senare för hennes debutalbum.
Ron Fair, VD för A&M Records hörde Carltons demo till ”A Thousand Miles”, och organiserade själv inspelningen för låten. Låten blev sångerskans debutsingel och rönte en stor framgång över hela världen. Den fortsatte sedan med att bli den sjätte mest spelade låten år 2002 i USA.
Debutalbumet, Be Not Nobody, släpptes i april 2002 och debuterade på plats nummer fem på Billboard 200, med 102 000 sålda exemplar. ”A Thousand Miles” följdes upp med singlarna "Ordinary Day" och "Pretty Baby", vilka inte nådde lika stor framgång på listorna, då de som bäst placerade sig på plats 30 respektive 101 på Billboard Hot 100.

### 2004–2005:Harmonium
I november 2004 släppte Carlton sitt andra album Harmonium. Instrumentet Harmonium förekommer inte på någon av låtarna, utan valdes som titel på grund av att namnet var en blandning av orden Harmoni och Pandemonium, vilka Carlton ansåg spegla inspelningen av albumet, som hon beskrev som ett organiserat kaos.
Albumet som producerades av Carltons dåvarande pojkvän, Stephan Jenkins, sångare från gruppen Third Eye Blind, hade ett betydligt mörkare tema än hennes debutalbum. Carlton menade att Harmonium innehöll mer av sin egen estetik i motsats till Be Not Nobody som var mer influerat av hennes tidigare producent Ron Fair. Det blev inte en lika stor framgång som föregångaren och debuterade på plats 33 i USA, med 36 000 sålda exemplar första veckan.
Första singeln "White Houses" skapade något av en kontrovers när musikvideon bannlystes av MTV, eftersom en del av låten handlade om att förlora oskulden. Carlton kommenterade beslutet och kallade det för rent hyckleri.
Carlton lämnade A&M Records i mitten av 2005 på grund av kreativa skillnader. Under en intervju i tidningen Washington Post, 2007, berättade Carlton att hon hade fått ett ultimatum av skivbolaget, att hädanefter skicka in sina låtar medan hon skrev dem, för att få ett godkännande. Hon menade att det inte fanns någon poäng att vara en artist och konstnär om hon bara var en marionett för skivbolaget, och ansåg därför att hon inte hade något annat val än att lämna bolaget.

### 2006–2010:Heroes & Thieves
I oktober 2006 meddelade skivbolagsproducenten Irv Gotti att han kontrakterat Carlton till sitt skivbolag The Inc. Records. Den 8 oktober 2007 gav Carlton ut albumet Heroes & Thieves. Första singeln från albumet, "Nolita Fairytale", handlar om Carltons liv i Nolita i New York. Trots bra kritik från amerikanska medier debuterade Heroes & Thieves bara på plats 44 på Billboard 200 med 18 200 sålda exemplar första veckan.
I november 2007 inleddes Vanessa Carltons 'Haunted Club Tour' i Scottsdale i Arizona. Carlton valde att starta sin turné där, på grund av att hennes stora förebild och mentor Stevie Nicks kommer därifrån. Nicks sjöng även i låten "The One" på Heroes & Thieves.  
Den andra singeln från albumet, "Hands On Me", skickades till radio i februari 2008. En video till låten spelades in i december 2007 och premiärvisades på Yahoo! Music, 15 februari 2008. 

### 2011–2013:Rabbits on the Run
26 juli 2011 släppte Carlton sitt fjärde album Rabbits on the Run, under skivbolaget Razor & Tie. Albumets titel och koncept är inspirerade av böcker som Stephen Hawkings Kosmos : en kort historik och Richard Adams Den långa flykten. Carlton menade att de båda böckerna fungerade som albumets grundstenar och att hon under inspelningen bar med sig Den långa flykten som att den vore en bibel.
Carlton eftersökte ett drömmande ljud och för att uppnå detta spelade hon in hela albumet analogt. Albumet producerades av Steve Osborne, som tidigare arbetat med artister som KT Tunstall och Doves. Inspelningen ägde rum i Peter Gabriels Real World Studios i England.
Första singeln ”Carousel”, släpptes den 3 maj 2011.   

### 2014–nuvarande:Liberman
28 februari 2014 meddelande Carlton att hennes nya album Liberman, som spelats in både i England och Nashville, är färdigt.  Albumet planeras att släppas sommaren 2015.
[uppföljning saknas]

## Privatliv
Den 27 december 2013 gifte sig Carlton med John McCauley (sångare i rockbandet Deer Tick). Ceremonin förrättades av sångerskan Stevie Nicks.
26 juni 2014 meddelade Carlton via Facebook, att hennes nya album "Liberman" skulle bli försenat till sommaren 2015, eftersom hon väntar sitt första barn med McCauley.

## Diskografi
- 2002: Be Not Nobody
- 2004: Harmonium
- 2007: Heroes & Thieves
- 2011: Rabbits on the Run
- 2015: Liberman